# Nuoto ai campionati mondiali di nuoto 2011 - 50 metri dorso maschili
La specialità dei 50 metri dorso maschili ai campionati mondiali di nuoto 2011 si è svolta presso lo Shanghai Oriental Sports Center di Shanghai, in Cina.
Le qualifiche per la semifinale si sono svolte la mattina del 30 luglio 2011, mentre la semifinale si è svolta la sera dello stesso giorno. La finale, invece, si è svolta la sera del 31 luglio 2011.

## Medaglie
| Posizione | Atleta             | Paese         |
| --------- | ------------------ | ------------- |
| Oro       | Liam Tancock       | Gran Bretagna |
| Argento   | Camille Lacourt    | Francia       |
| Bronzo    | Gerhardus Zandberg | Sudafrica     |

## Record
Prima della manifestazione il record del mondo (WR) e il record dei campionati (CR) erano i seguenti.
| Record mondiale       | 24"04 | Liam Tancock Regno Unito | 2 agosto 2009 Roma, Italia |
| Record dei campionati | 24"04 | Liam Tancock Regno Unito | 2 agosto 2009 Roma, Italia |

Nel corso della competizione non sono stati migliorati record.

## Risultati

### Batterie
| Pos. | Atleta                  | Nazionalità    | Tempo | Batteria | Corsia | Note        |
| ---- | ----------------------- | -------------- | ----- | -------- | ------ | ----------- |
| 1    | Gerhardus Zandberg      | Sudafrica      | 24.72 | 4        | 5      |             |
| 2    | Camille Lacourt         | Francia        | 25.03 | 6        | 4      |             |
| 3    | Helge Meeuw             | Germania       | 25.04 | 6        | 2      |             |
| 4    | Flori Lang              | Svizzera       | 25.12 | 4        | 7      |             |
| 5    | Aschwin Wildeboer Faber | Spagna         | 25.14 | 4        | 2      |             |
| 6    | Junya Koga              | Giappone       | 25.17 | 6        | 5      |             |
| 7    | Guy Barnea              | Israele        | 25.18 | 4        | 3      |             |
| 8    | Nicholas Thoman         | Stati Uniti    | 25.22 | 4        | 4      |             |
| 8    | David Plummer           | Stati Uniti    | 25.22 | 5        | 5      |             |
| 10   | Liam Tancock            | Gran Bretagna  | 25.26 | 5        | 4      |             |
| 10   | Aristeidis Grigoriadis  | Grecia         | 25.26 | 5        | 1      |             |
| 12   | Mirco Di Tora           | Italia         | 25.28 | 6        | 1      |             |
| 13   | Hayden Stoeckel         | Australia      | 25.29 | 5        | 6      |             |
| 14   | Ashley Delaney          | Australia      | 25.33 | 6        | 3      |             |
| 14   | Bastiaan Lijesen        | Paesi Bassi    | 25.33 | 6        | 6      |             |
| 16   | Charles Francis         | Canada         | 25.43 | 5        | 8      |             |
| 17   | Xiaolei Sun             | Cina           | 25.44 | 5        | 3      |             |
| 18   | Feiyi Cheng             | Cina           | 25.52 | 5        | 7      |             |
| 19   | Guilherme Guido         | Brasile        | 25.58 | 4        | 1      |             |
| 20   | Vitaly Borisov          | Russia         | 25.60 | 5        | 2      |             |
| 21   | Pavel Sankovič          | Bielorussia    | 25.80 | 4        | 8      |             |
| 22   | Daniel Bell             | Nuova Zelanda  | 25.91 | 6        | 7      |             |
| 23   | Roko Simunic            | Croazia        | 26.07 | 3        | 3      |             |
| 24   | Pedro Medel             | Cuba           | 26.08 | 3        | 4      |             |
| 25   | Federico Grabich        | Argentina      | 26.13 | 6        | 8      |             |
| 26   | JeanFrancois Schneiders | Lussemburgo    | 26.70 | 3        | 6      |             |
| 27   | Oliver Elliot Banados   | Cile           | 26.72 | 3        | 7      |             |
| 28   | Zane Jordan             | Zambia         | 27.12 | 3        | 1      |             |
| 29   | Boris Kirillov          | Azerbaigian    | 27.25 | 3        | 2      |             |
| 30   | Emile Bakale            | Rep. del Congo | 28.34 | 2        | 4      |             |
| 31   | Antonio Tong            | Macao          | 28.46 | 3        | 8      |             |
| 32   | Alban LayeJoseph Diop   | Senegal        | 29.02 | 2        | 5      |             |
| 33   | Kerson Hadley           | Micronesia     | 30.46 | 1        | 3      |             |
| 34   | Ahmed Atari             | Qatar          | 32.37 | 2        | 2      |             |
| 35   | Husam Ahmed             | Maldive        | 33.44 | 2        | 7      |             |
| 36   | Mulualem Girma          | Etiopia        | 33.85 | 2        | 1      |             |
| 37   | Pathana Inthavong       | Laos           | 35.30 | 1        | 4      |             |
| 38   | Mohamed Eltayeb         | Sudan          | 35.98 | 2        | 8      |             |
| 39   | Thierry Videgni         | Benin          | 42.95 | 1        | 5      |             |
| -    | Adbulrahman Alishaq     | Qatar          |       | 2        | 3      | non partito |
| -    | Folarin Ogunsola        | Gambia         |       | 2        | 6      | non partito |
| -    | Omar Pinzon             | Colombia       |       | 3        | 5      | non partito |

### Semifinali
| Pos. | Atleta                  | Nazionalità   | Tempo | Batteria | Corsia | Note |
| ---- | ----------------------- | ------------- | ----- | -------- | ------ | ---- |
| 1    | Liam Tancock            | Gran Bretagna | 24.62 | 1        | 2      |      |
| 2    | Camille Lacourt         | Francia       | 24.85 | 1        | 4      |      |
| 3    | Gerhardus Zandberg      | Sudafrica     | 24.91 | 2        | 4      |      |
| 4    | Aschwin Wildeboer Faber | Spagna        | 24.99 | 2        | 3      |      |
| 5    | Nicholas Thoman         | Stati Uniti   | 25.03 | 1        | 6      |      |
| 5    | David Plummer           | Stati Uniti   | 25.03 | 2        | 2      |      |
| 7    | Flori Lang              | Svizzera      | 25.07 | 1        | 5      |      |
| 8    | Guy Barnea              | Israele       | 25.09 | 2        | 6      |      |
| 9    | Junya Koga              | Giappone      | 25.14 | 1        | 3      |      |
| 10   | Hayden Stoeckel         | Australia     | 25.20 | 2        | 1      |      |
| 10   | Helge Meeuw             | Germania      | 25.20 | 2        | 5      |      |
| 12   | Mirco Di Tora           | Italia        | 25.40 | 1        | 7      |      |
| 13   | Ashley Delaney          | Australia     | 25.43 | 1        | 1      |      |
| 14   | Aristeidis Grigoriadis  | Grecia        | 25.46 | 2        | 7      |      |
| 15   | Bastiaan Lijesen        | Paesi Bassi   | 25.51 | 2        | 8      |      |
| 16   | Charles Francis         | Canada        | 25.56 | 1        | 8      |      |

### Finale
| Pos. | Atleta                  | Nazionalità   | Tempo | Corsia | Note |
| ---- | ----------------------- | ------------- | ----- | ------ | ---- |
|      | Liam Tancock            | Gran Bretagna | 24.50 | 4      |      |
|      | Camille Lacourt         | Francia       | 24.57 | 5      |      |
|      | Gerhardus Zandberg      | Sudafrica     | 24.66 | 3      |      |
| 4    | Aschwin Wildeboer Faber | Spagna        | 24.82 | 6      |      |
| 5    | David Plummer           | Stati Uniti   | 24.92 | 7      |      |
| 6    | Nicholas Thoman         | Stati Uniti   | 25.01 | 2      |      |
| 6    | Guy Barnea              | Israele       | 25.01 | 8      |      |
| 8    | Flori Lang              | Svizzera      | 25.15 | 1      |      |